# Charles Barbaroux (1767-1794)

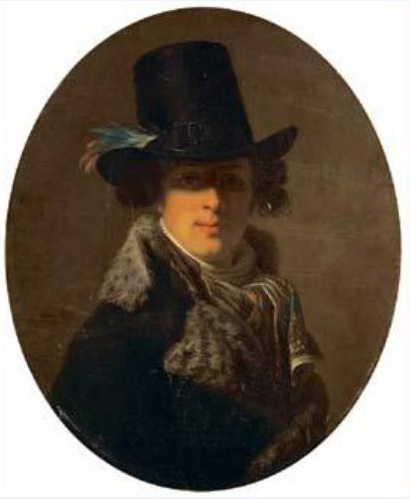
Charles Barbaroux

Charles Jean Marie Barbaroux (Marseille, 6 maart 1767 – Bordeaux, 25 juni 1794) was een Frans politicus gedurende de Franse Revolutie.

## Levensloop
Geboren in Marseille, ging Barbaroux in de leer bij de Oratorianen, een seculiere geestelijk orde. Hij studeerde rechten en werd later een succesvol advocaat. Hij wilde griffier van de Commune van Marseille worden. In 1792 ging hij als afgevaardigde naar het Assemblée Législative, maar hij werd door het departement Bouches-du-Rhône van royalistische sympathieën beschuldigd.
In Parijs werd Barbaroux lid van de jakobijnenclub. Hij ontmoette daar Jacques Pierre Brissot, Jean-Marie Roland de la Platière en diens vrouw Madame Roland. Het was zijn voorstel geweest om vrijwilligers in Marseille te ronselen voor een bataljon om koning Lodewijk XVI te arresteren wegens verraad aan Frankrijk.
Terug in Marseille, hielp Barbaroux een royalistische opstand de kop in te drukken en er een radicale club van jakobijnen te vestigen. Hij werd in 1793 gekozen tot afgevaardigde van Marseille in de Nationale Conventie met 775 stemmen tegen en 776 stemmen voor. Hij werd een tegenstander van de montagnards en van Maximilien de Robespierre en diens schrikbewind. Barbaroux was tegen de Septembermoorden en viel Jean-Paul Marat regelmatig aan. In temperamentvolle toespraken en hartstochtelijke verhalen stelde hij dat Jean-Paul Marat het soort monster was waar de Franse Revolutie tegen was begonnen. Barbaroux was tegen het vestigen van de Parijse Commune. Ook stemde hij tegen de dood van Louis Capet in januari 1793. Hij pleitte voor een levenslange gevangenisstraf. Omdat de meeste jakobijnen de Septembermoorden gedoogden of steunden en omdat ze voor de doodstraf van Louis Capet waren, stapte Barbaroux uit de club en voegde zich bij de girondijnen.
Gedurende de strijd tussen de girondijnen en de montagnards in de Nationale Conventie, weigerde Barbaroux ontslag te nemen als volksvertegenwoordiger en ook weigerde hij diverse vermeende contrarevolutionairen gevangen te nemen in ruil voor de verzekering dat de sansculotten hem op straat met rust zouden laten. Barbaroux was bij de 31 girondijnen die door de Opstand van 2 juni uit de Conventie werden verwijderd en huisarrest kregen. Hij vluchtte naar Caen, waar hij een girondijnse opstand voorbereidde, vervolgens naar Saint-Émilion en ten slotte vestigde hij zich in Bordeaux. Daar schreef hij de memoires schreef die in 1822 door zijn zoon werden gepubliceerd. De laatste maanden van zijn leven hield Barbaroux zich schuil met zijn mede-girondijnen Buzot en Pétion. Toen zij door de Nationale Garde werden ontdekt, probeerde hij zich van het leven te beroven met een pistool, maar hij bracht zich slechts een schotwond toe. In Bordeaux werd hij geguillotineerd.